# Calatagan
Calatagan è una municipalità di terza classe delle Filippine, situata nella Provincia di Batangas, nella Regione del Calabarzon.
Calatagan è formata da 25 baranggay:
- Bagong Silang
- Baha
- Balibago
- Balitoc
- Barangay 1 (Pob.)
- Barangay 2 (Pob.)
- Barangay 3 (Pob.)
- Barangay 4 (Pob.)
- Biga
- Bucal
- Carlosa
- Carretunan
- Encarnacion
- Gulod
- Hukay
- Lucsuhin
- Luya
- Paraiso
- Quilitisan
- Real
- Sambungan
- Santa Ana
- Talibayog
- Talisay
- Tanagan